# Bondepraktikan

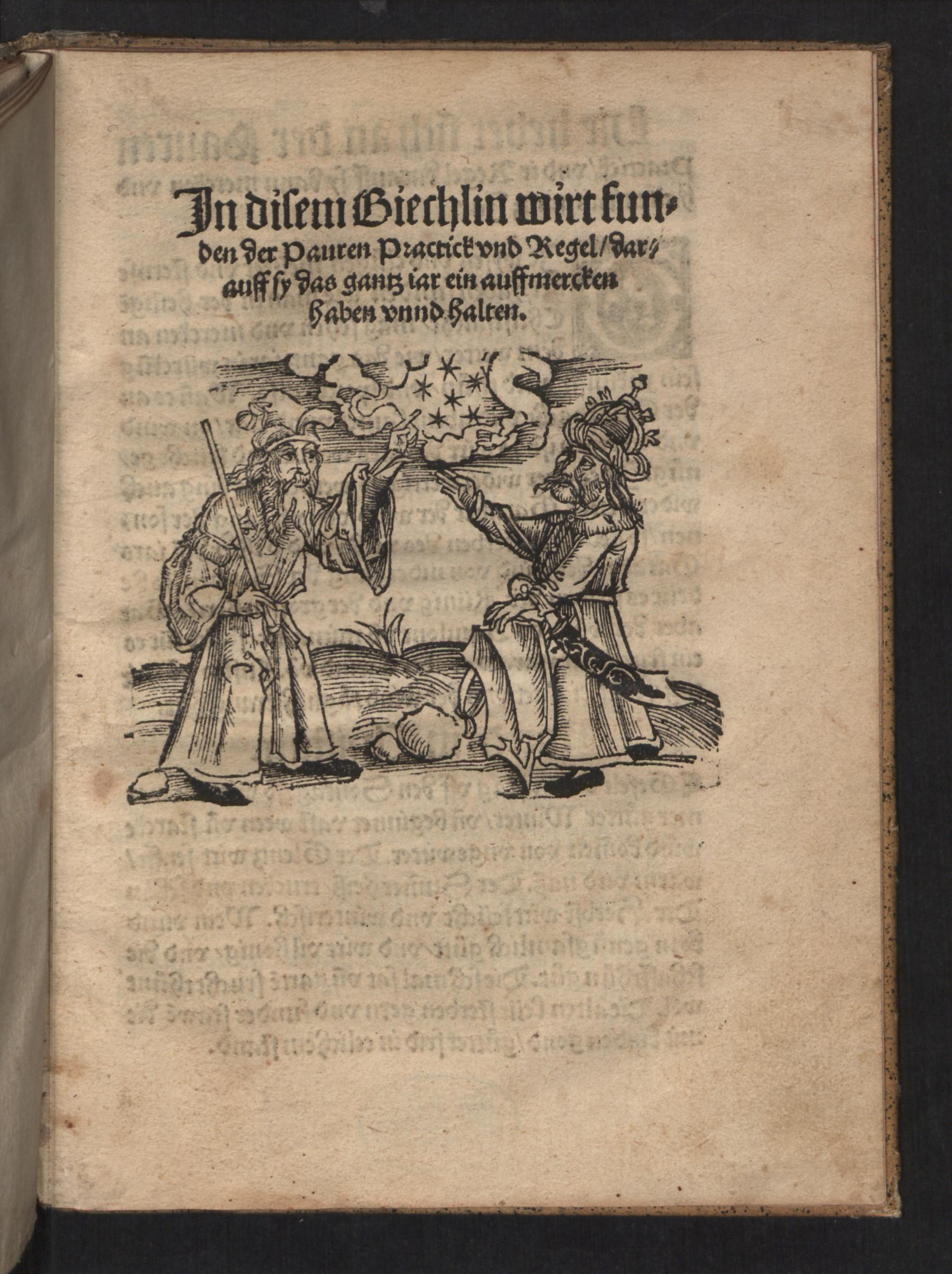
Ur en tysk bondepraktika från 1515.

Bondepraktikan är en folkbok som med utgångspunkt i traditionerna utvecklats till ett slags handbok med råd och tips för bönder. Den gavs för första gången ut år 1508 i Tyskland.
Bondepraktikan blev genom åren en mycket populär bok, som fram till slutet av 1800-talet utkom i över femtio upplagor.
Många emigranter hade i amerikakofferten packat ned fyra litterära verk: Bibeln, Katekesen, Psalmboken och Bondepraktikan. Den blev en del av det kulturella arv som man förde vidare till den Nya världen.
Den första tyska utgåvan från 1508 omfattade endast på tolv sidor, och handlade till större delen om julen och dess inflytande på första delen av det kommande året. Den versifierade form som senare upplagor har förekommer första gången 1530. På danska utgavs den första gången 1597.
År 1662 kom den ut på svenska, och utgivaren var troligtvis Andreas Johannis Arosiandrinus. Den första svenska utgåvan var i verspartierna en översättning från den danska utgåvan medan övriga delar översatts från tyskan. 1733 tillades ett avsnitt om vädermärken, en del som senare kommit att bli den mest kända delen.
Märkesdagarnas beskaffenhet ansågs kunna förutsäga framtida förhållanden, och boken gjorde anspråk på att uppfylla bönders önskan att spå väder. SMHI påpekar att väderspådomar som förekommer i Bondepraktikan ibland kan ha vetenskapliga orsaker som bakgrund, men att det mesta ska ses som kuriosa.
Texter med liknande innehåll och syften har en lång historia. Från det forntida Mesopotamien finns bevarat ett verk kallat för "Instruktioner för bönder", i vilket en far ger råd till sin son och arvtagare om hur denne ska sköta jordbruket på bästa sätt.
| ” | Aftonrodnad vacker natt, morgonrodnad skvätt i hatt. | „ |
| – Väderspådom ur Bondepraktikan som gäller hela året och innebär att om himlen är röd på kvällen blir natten klar, och om den är röd på morgonen blir det regn. |                                                      |   |